# 小震旦光介
小震旦光介（学名：sinoradimella minor）为半花介科震旦光介屬下的一个种。